# 布拉德利·约翰·默多克
布拉德利·约翰·默多克（英語：Bradley John Murdoch，1958年2月19日—2025年7月15日）是一名澳大利亚罪犯，因于2001年7月在澳大利亚谋杀英国游客彼得·法尔科尼奥而被判無期徒刑。他生前被关押在北領地达尔文的达尔文惩教中心，原本将在2032年年满74岁时获得假释资格。他曾两次对定罪提出上诉，但均未成功。他被禁止与媒体接触。

## 早年生活
默多克于1958年2月19日出生在西澳大利亚的傑拉爾頓，是家中意外出生的第三个儿子（两个哥哥分别为11岁和14岁），父亲科林·默多克（Colin Murdoch）是一名机械师，母亲南希·默多克（Nancy Murdoch）是一名美发师。全家最初住在附近的北安普敦，后来在他12岁时搬到了珀斯。默多克很难适应城市生活，并很快卷入了一伙摩托车帮会。
15岁时，他辍学并搬回傑拉爾頓，开始参与摩托车帮会的犯罪活动。他还曾经营自己的卡车运输业务，但于1983年宣布破产。1980年，他遇到了伴侣黛安娜，并于1984年7月结婚。两人育有一子，但因默多克实施家庭暴力，两人在1986年分居。之后他成为一名卡车司机（同时也从事非法毒品走私），并在法庭上承认曾大量走私大麻。他还开始表现出白人優越主義倾向（尤其是在1992年马博案裁决之后，此案駁斥了英國殖民者定居澳洲時澳洲為无主地的觀點，承認了澳大利亚原住民土地权的存在），身上还有种族主义纹身。1998年出狱后，他居住在德比，从事毒品交易并驾驶汽車列車，之后搬至布鲁姆，并继续将毒品运送到色当。

## 以往犯罪指控
- 1980年，年仅21岁的默多克因危險駕駛引致一名摩托车手在南澳大利亚的皮里港死亡，被判定罪名成立，但只被判缓刑[5]。
- 1995年11月，默多克因同年8月20日在西澳大利亚金伯利地区的斐茲洛伊克羅欣醉酒开枪事件被判入狱21个月。当时他向参加澳大利亚原住民澳式足球总决赛庆祝的人群开枪[6]。他服刑15个月后获释。
- 2003年，默多克因在南澳大利亚斯旺里奇涉嫌强奸一名12岁女孩而被控两项强奸罪，但最终他被判无罪，其他指控也未成立[7][8][9]。

## 彼得·法尔科尼奥案与监禁

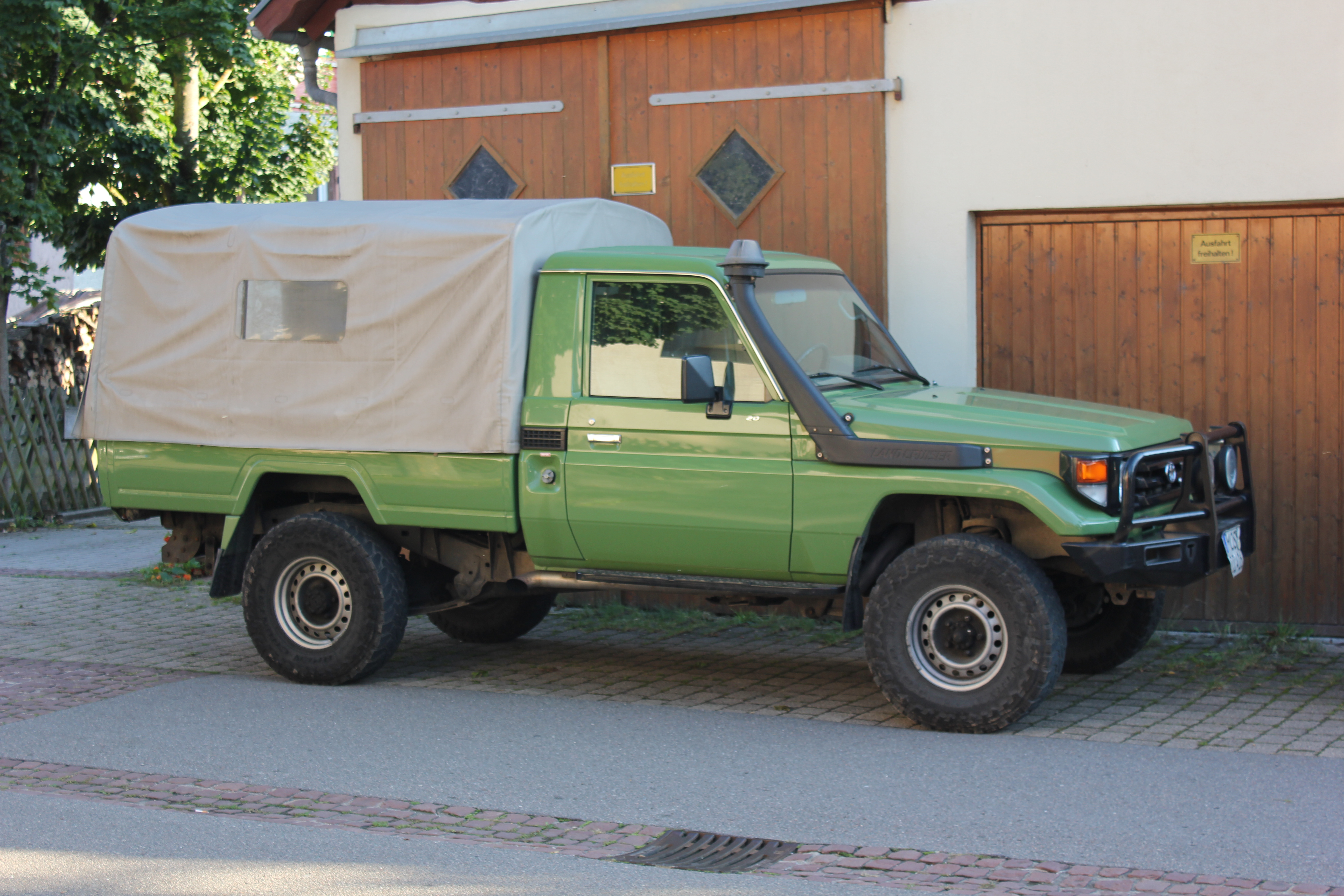
一辆带有车篷的丰田陆地巡洋舰皮卡车，类似于默多克使用的那辆

在无关的强奸和绑架案被无罪释放后不久，默多克于2003年因涉嫌谋杀彼得·法尔科尼奥而被捕。案发时间为2001年7月14日，地点是斯圖爾特公路接近巴罗克里克的一段偏远地带。该案于2005年10月17日在北领地达尔文的最高法院开庭审理。默多克否认谋杀法尔科尼奥以及袭击和绑架其女友乔安妮·利斯（Joanne Lees）未遂。然而，他最终于2005年12月13日被判谋杀罪名成立，并被判终身监禁，28年后才能假释。此外，他还被判犯有对乔安妮·利斯的其他袭击相关罪行。
2006年12月12日，默多克对其终身监禁刑罚提出上诉，理由是利斯的证词受到了污染，因为她在警方讯问之前曾在互联网上看到默多克的照片，以及一篇将他与谋杀案联系起来的文章。上诉于2007年1月10日被驳回。2007年8月中旬，部分澳大利亚媒体猜测，默多克可能即将透露法尔科尼奥遗体的下落。媒体称，默多克不满达尔文郊区贝里马监狱的监禁条件，或许愿意以透露尸体位置来换取转押至西澳大利亚的监狱，尤其是在所有上诉途径都已耗尽的情况下。向高等法院的上诉也未能成功。他于2013年再次向北领地刑事上诉法院提出上诉，但在2014年3月由其律师撤回。
2020年6月，英国第4频道播出了一部四集纪录片系列，名为《内地谋杀案：法尔科尼奥与利斯之谜》（Murder in the Outback: The Falconio and Lees Mystery）。

### 病死
默多克於2019年被診斷出患有晚期喉癌，在愛麗絲泉醫院接受化療。
2025年6月24日，有消息稱默多克已從監獄獲釋，在同一家醫院接受安寧療護，被允許在臨終前外出活動。他於2025年7月15日在那裡逝世，时年67歲。